# 北方翼龍屬
北方翼龍屬（意為「北方之翼」）屬於翼龍目翼手龍亞目，發現於中國遼寧省朝陽市的義縣組，該地年代為白堊紀的巴列姆階到阿普第階。

## 發現與命名
在2005年，呂君昌、季強將這些化石進行敘述、命名，模式種是崔氏北方翼龍（B. cuiae）。屬名在古希臘文意為「北方的翼」；種名則是以中國古生物學家崔旭為名。
北方翼龍的模式標本（編號JZMP-04-07-3）是一個接近完整的頭顱骨與骨骸。頭顱骨長度為23.5公分，翼展估計約1.45公尺。牠們的牙齒，尤其是前9對牙齒，以鳥掌翼龍科來說相當大，這些銳利牙齒在嘴部前部形成一個篩網；前方數來第三與第四顆牙齒最大。上下頜的兩側各有至少27顆牙齒，這個數量相當大。

## 分類
季強將北方翼龍歸類於鳥掌翼龍超科，大衛·安文（David Unwin）在2006年公佈的研究支持這個歸類。但同年的親緣分支分類法研究則認為，牠們可能與楊氏飛龍是姊妹分類單元，比郝氏翼龍還原始。根據這個研究結果，北方翼龍是鳥掌翼龍超科的原始物種。一個新的研究報告根據這個想法，將北方翼龍與楊氏飛龍歸類於鳥掌翼龍超科的一個新科，即北方翼龍科。
有研究人員提出，振元翼龍可能是其近親北方翼龍的成年個體標本；北方翼龍目前只有發現幼年個體標本。

## 古生物學
身為鳥掌翼龍類，北方翼龍被解釋成滑翔動物，如同現在的信天翁與軍艦鳥。另有理論認為，北方翼龍科可能飛行於水面上，用針狀牙齒捕抓接近水面的魚類。某些現代鳥類也有類似的獵食模式。

## 外部連結
- 北方翼籠 The Pterosaur Database網站
- 北方翼龍 The Pterosauria網站
- 北方翼龍的頭顱與骨骸重建圖 The Grave Yard網站